# Tunes of War
A Tunes of War a Grave Digger német power metal együttes albuma.
1996. augusztus 25-én jelent meg a Middle Ages Trilogy első részeként, témája Skócia történelme. A trilógia második darabja az 1997-ben megjelent Knights of the Cross a keresztes háborúkról, az 1999-ben megjelent harmadik, az Excalibur Artúr királyról és a Kerekasztal lovagjairól szól.

## Számok listája
1. The Brave (Intro)
2. Scotland United
3. The Dark of the Sun
4. William Wallace (Braveheart)
5. The Bruce (The Lion King)
6. The Battle of Flodden
7. The Ballad of Mary (Queen of Scots)
8. The Truth
9. Cry for Freedom (James the VI)
10. Killing Time
11. Rebellion (The Clans Are Marching)
12. Culledon Muir
13. The Fall of the Brave (Outro)

## Közreműködők
- Chris Boltendahl – ének
- Uwe Lulis – gitár – jelenleg Rebellion
- Tomi Göttlich – basszusgitár – jelenleg Rebellion
- Stefan Arnold – dob

## Külső hivatkozások
- grave-digger.de
- dalszövegek